# 科恩克里克 (內華達州)
科恩克里克（英語：Corn Creek）是位於美國內華達州克拉克縣的非建制地區。

## 地理
科恩克里克所處的海拔為高於海平面870米（即2854英呎），而該地所採用的時區為UTC-8，即太平洋时区（PST）。同時該地設有夏令時間，為UTC-8調快一小時，即UTC-7（PDT）。